# شینات سوهیکو
شینات سوهیکو (کوجیکی: 志那都比古神، نیهون: 級長津彦命) یک خدای اساطیری ژاپنی باد (فوجین) است. نام دیگر آن شیناتوبه می‌باشد که در اصل ممکن است یک الهه جداگانه باد باشد.